# Ritornano quelli di... Calibro 35
Ritornano quelli di... Calibro 35, pubblicato nel febbraio 2010, è il secondo album del gruppo musicale italiano Calibro 35.

## Il disco
Il disco segna il passaggio di Calibro 35 dal repertorio altrui - come successo nel primo disco omonimo - alla realizzazione di materiale proprio. Nella tracklist trovano infatti spazio ben otto brani originali, accompagnati da cinque riletture di colonne sonore del passato.
Per questo il titolo dell'album sottolinea il concetto di "nuovo capitolo" - attraverso la parola "Ritornano..." - ma è al tempo stesso una citazione del film Ritornano quelli della calibro 38 di Giuseppe Vari del 1978.
I brani originali provengono in buona parte dalle musiche scritte dalla band per la colonna sonora del documentario americano Eurocrime mentre i brani di archivio che vengono affrontati sono La morte accarezza a mezzanotte di Gianni Ferrio, Milano odia, la polizia non può sparare di Ennio Morricone, Cinque bambole per la luna d'agosto di Piero Umiliani, Sospesi nel traffico di Stefano Torossi e Il Consigliori di Riz Ortolani.
L'album è stato registrato allo Studio OmniaB e alle Officine Meccaniche.
Nello stesso 2010 il disco esce in Italia (su Ghost Records) e negli Stati Uniti (per la Nublu Records). La versione in vinile (uscita per Tannen Records) presenta 3 tracce aggiuntive (Svolta Sul Caso D'Amario, Milano - New York Solo Andata e I Milanesi Ammazzano Il Sabato) poi pubblicate sulle piattaforme digitali in occasione dell'edizione Deluxe curata da Record Kicks nel 2020 

## Campionamenti
Nel 2013 "Il Consigliori" è stato campionato da Jay-Z per il singolo "Picasso Baby" mentre "Eurocrime" è stato campionato dal supergruppo rap Demigodz nel brano "Summer of Sam" 

## Tracce

### Versione CD
1. Eurocrime! (Massimo Martellotta)
2. La morte accarezza a mezzanotte (Gianni Ferrio)
3. L'esecutore (Massimo Martellotta)
4. Milano odia, la polizia non può sparare (Ennio Morricone)
5. Convergere in Giambellino (Massimo Martellotta)
6. Il ritorno della banda – parte I (Enrico Gabrielli)
7. Il ritorno della banda – parte II (Enrico Gabrielli, Massimo Martellotta, Tommaso Colliva, Fabio Rondanini, Luca Cavina)
8. Cinque bambole per la luna d'agosto (Piero Umiliani)
9. Piombo in bocca (Massimo Martellotta)
10. Sospesi nel traffico (Gianni Mazza, Stefano Torossi, Giuliano Sorgini, Sandro Brugnolini, Massimo Catalano)
11. Gentil sesso e brutali delitti (Enrico Gabrielli, Massimo Martellotta, Tommaso Colliva, Fabio Rondanini, Luca Cavina)
12. Il Consigliori (Riz Ortolani)
13. Si dicono tante cose... (Massimo Martellotta)

### Versione vinile
1. Eurocrime! (Massimo Martellotta)
2. La morte accarezza a mezzanotte (Gianni Ferrio)
3. L'esecutore (Massimo Martellotta)
4. Svolta Sul Caso D'Amario (Massimo Martellotta)
5. Milano odia, la polizia non può sparare (Ennio Morricone)
6. Si dicono tante cose... (Massimo Martellotta)
7. Il ritorno della banda – parte I (Enrico Gabrielli)
8. Il ritorno della banda – parte II (Enrico Gabrielli, Massimo Martellotta, Tommaso Colliva, Fabio Rondanini, Luca Cavina)
9. Milano - New York Solo Andata (Massimo Martellotta)
10. Sospesi nel traffico (Gianni Mazza, Stefano Torossi, Giuliano Sorgini, Sandro Brugnolini, Massimo Catalano)
11. Gentil sesso e brutali delitti (Enrico Gabrielli, Massimo Martellotta, Tommaso Colliva, Fabio Rondanini, Luca Cavina)
12. Il Consigliori (Riz Ortolani)
13. Piombo in bocca (Massimo Martellotta)
14. Cinque bambole per la luna d'agosto (Piero Umiliani)
15. Convergere in Giambellino (Massimo Martellotta)
16. I Milanesi Ammazzano Il Sabato (Manuel Agnelli)

## Formazione
- Massimo Martellotta - chitarre e lap steel
- Enrico Gabrielli - tastiere e fiati
- Fabio Rondanini - batteria
- Luca Cavina - basso
- Tommaso Colliva - produzione

ospiti
- Luciano Macchia - trombone su Eurocrime!, Si Dicono Tante Cose... e Piombo In Bocca
- Raffaele Köhler - tromba su Eurocrime!, Si Dicono Tante Cose... e Piombo In Bocca
- Domenico Mamone - sax su Eurocrime!, Si Dicono Tante Cose... e Piombo In Bocca